# Тібор Наврачич
Тібор Наврачич (угор. Navracsics Tibor; нар. 13 червня 1966, Веспрем, Угорщина) — угорський юрист і політолог. Заступник голови партії Фідес. Міністр закордонних справ і зовнішньої торгівлі Угорщини з 6 червня до 23 вересня 2014.

## Освіта
1990 року він отримав юридичну освіту в Університеті Етвеша Лоранда (ELTE). Продовжив вивчати право і політику в своїй альма-матер, здобувши ступінь доктора політології 2000 року.

## Кар'єра
На початку 1990-х він працював суддею. Викладав в Університеті Корвіна в Будапешті, потім також на факультеті політичних наук в ELTE, з яким досі пов'язаний.
У 1998–2002 роках працював у канцелярії прем'єр-міністра, як глава департаменту зв'язку (1998–1999) і друку та інформації (1999–2002).
У 2002–2003 роках він був політичним консультантом парламентської групи Фідес, то був главою офісу лідера партії (2003–2006).
2006 року отримав мандат члена Національних зборів. Очолював парламентську фракцію Фідес.
2 червня 2010 — 6 червня 2014 — заступник прем'єр-міністра, 29 травня 2010 — 6 червня 2014 — міністр юстиції та державного управління в другому уряді Віктора Орбана.
Був членом президії Угорської асоціації політичних наук і членом редколегії журналу «Огляд політичних наук» (угор. Politikatudományi Szemle). Генеральний секретар Асоціації угорських політологів (1998–2000).

## Нагороди
Командор із зіркою ордена «За заслуги перед Польщею».

## Особисте життя
Одружений, має двох доньок.

## Область наукових досліджень
Полем досліджень Наврачича є порівняльна політологія і внутрішня політика в Європейському Союзі. Володіння сербською і хорватською мовами допомагає йому також у аналізах щодо колишньої Югославії.

## Публікації
- Európai belpolitika (Internal Politics in the European Union). Budapest: Korona, 1996
- Political Analysis of the European Union, Bp., Korona, 1996
- Political Communication, 2004 (co-author: István Hegedűs-Szilágyi-Mihály Gál-Balázs Sipos)